# Charles van der Kerckhove

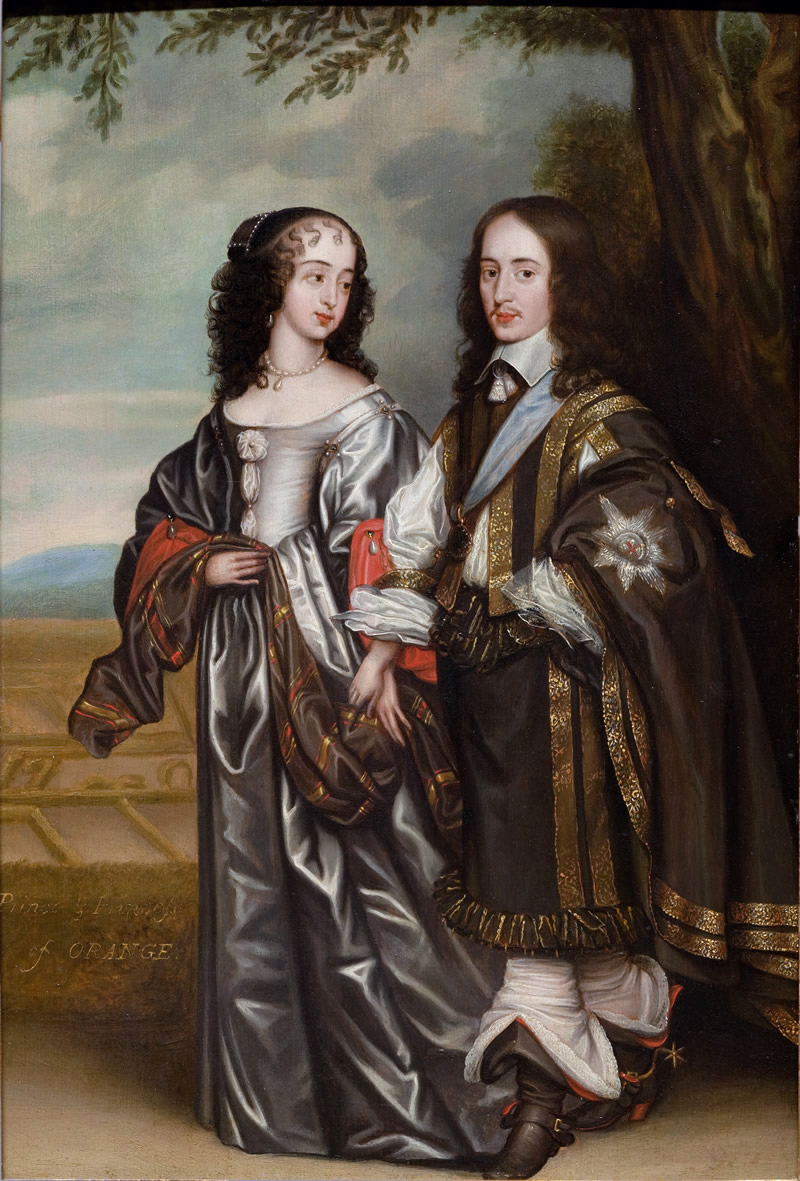
Stadhouder Willem II van Oranje en Mary Henrietta Stuart, Princess Royal, ca. 1650. Door Gerard van Honthorst (1590–1656)

Charles Henry Kirkhoven, graaf van Bellomont (Den Haag, 9 mei 1643–1682/1683) was een edelman van gemengd Nederlands-Engelse afstamming, die heer was van Heenvliet en Sassenheim van 1660 tot 1670, en die van 1650 tot 1680 bekendstond als baron Wotton (Lord Wotton of Wotton).

## Afkomst
Charles Henry Kirkhoven (de verengelste versie van de familienaam Van den/der Kerckhove(n)) was een zoon van Johan van der Kerckhove, heer van Heenvliet, en de enige uit diens tweede huwelijk met Katherine Stanhope (lady Stanhope, later verheven tot gravin van Chesterfield), zij beiden prominente hovelingen in de hofhouding van Mary Stuart, de Engelse Princess Royal en prinses van Oranje.

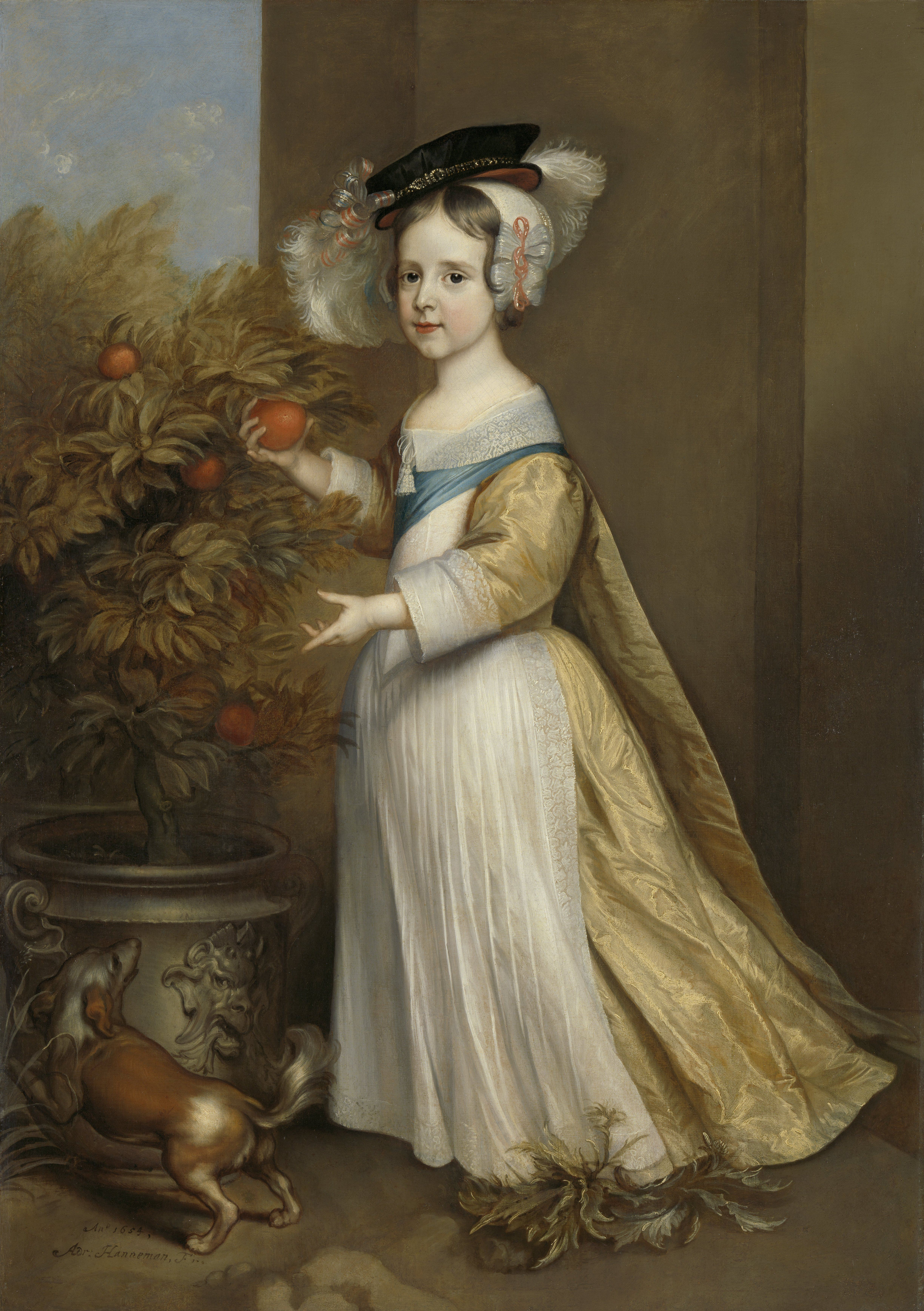
Portret van Willem III van Oranje op vierjarige leeftijd (1654). Door Adriaen Hanneman (ca. 1604–1671)

## Levensloop
Charles Henry werd al vroeg eerste edele van de prins van Oranje, waaruit blijkt hoeveel invloed zijn ouders aan het stadhouderlijk hof hadden. Met name ook in Engeland genoot hij de gunst van de vorst. Op 31 augustus 1650 verhief koning Karel II van Engeland de jonge Kerckhoven tot baron Wotton (van Boughton Malherbe, in het graafschap Kent), een titel die in 1630 uitgestorven was geraakt met de dood van zijn grootvader van moederszijde. Op 13 september 1660 werd hij tot Engelsman genaturaliseerd, samen met zijn zuster Emeline, die niet lang nadien (in 1663) ongetrouwd overleed. Op voorspraak van koning Karel II van Engeland werd hij ondanks zijn jonge leeftijd in 1660 tot ritmeester (kapitein) van een compagnie cavalerie benoemd.

### In Nederland
Van 1659–74 was hij drossaard van Stad en Lande van Breda, een bezitting van de Oranjes. Na de dood van zijn vader in 1660 nam hij diens taken in de hofhouding van de prinses over en verkreeg hij ook een positie in de hofhouding van haar zoon, prins Willem (later koning Willem III van Engeland). In 1660 werd Charles Henry van der Kerckhoven beleend met de heerlijkheid Heenvliet, maar hij verkocht deze tien jaar later.

### In Engeland
In 1663 nam Lord Wotton zijn zetel in het House of Lords in, na de dood van zijn moeder. Vier jaar later erfde hij haar landgoed in Belsize Park bij Hampstead, waar hij al vóór 1665 het Belsize House had betrokken. In 1679 trouwde hij Frances Harpur, weduwe van Sir John Harpur en dochter van baron William Willoughby.
Op 9 december 1680 werd hij verheven tot graaf van Bellomont. Hij overleed twee jaar later en werd op 11 januari 1683 begraven in Canterbury Cathedral. Omdat hij geen overlevende kinderen had, stierven zijn titels uit. Hij liet zijn landgoed na aan Charles Stanhope (de jongste zoon van zijn halfbroer, Philip Stanhope, Graaf van Chesterfield), die later zijn achternaam wijzigde in Wotton.